# Otto Rehhagel
Otto Rehhagel (Essen, 9 de agosto de 1938) é um antigo futebolista alemão que dirigiu a Seleção Grega de Futebol entre os anos de 2001 a 2010, com a qual atingiu o melhor resultado da seleção grega em 2004, com o título da Eurocopa. 
Rehhagel é o recordista no quesito "técnico mais velho a dirigir uma seleção em Copas do Mundo", feito realizado na Copa do Mundo de 2010 ao realizar a partida Grécia 0 X 2 Argentina, com 71 anos e 317 dias, em 22 de junho, pela última rodada da primeira fase.

## Títulos como treinador
Seleção Grega
- Campeonato Europeu de Futebol (Eurocopa): 2004

Fortuna Düsseldorf
- Copa da Alemanha: 1980

Werder Bremen
- Campeonato Alemão: 1988 e 1993
- Copa da Alemanha: 1991 e 1994
- Taça dos Clubes Vencedores de Taças: 1992
- Supercopa da Alemanha: 1988, 1993 e 1994

Bayern Munique
- Copa da UEFA: 1996

Kaiserslautern
- Campeonato Alemão: 1998